# Börje Backström

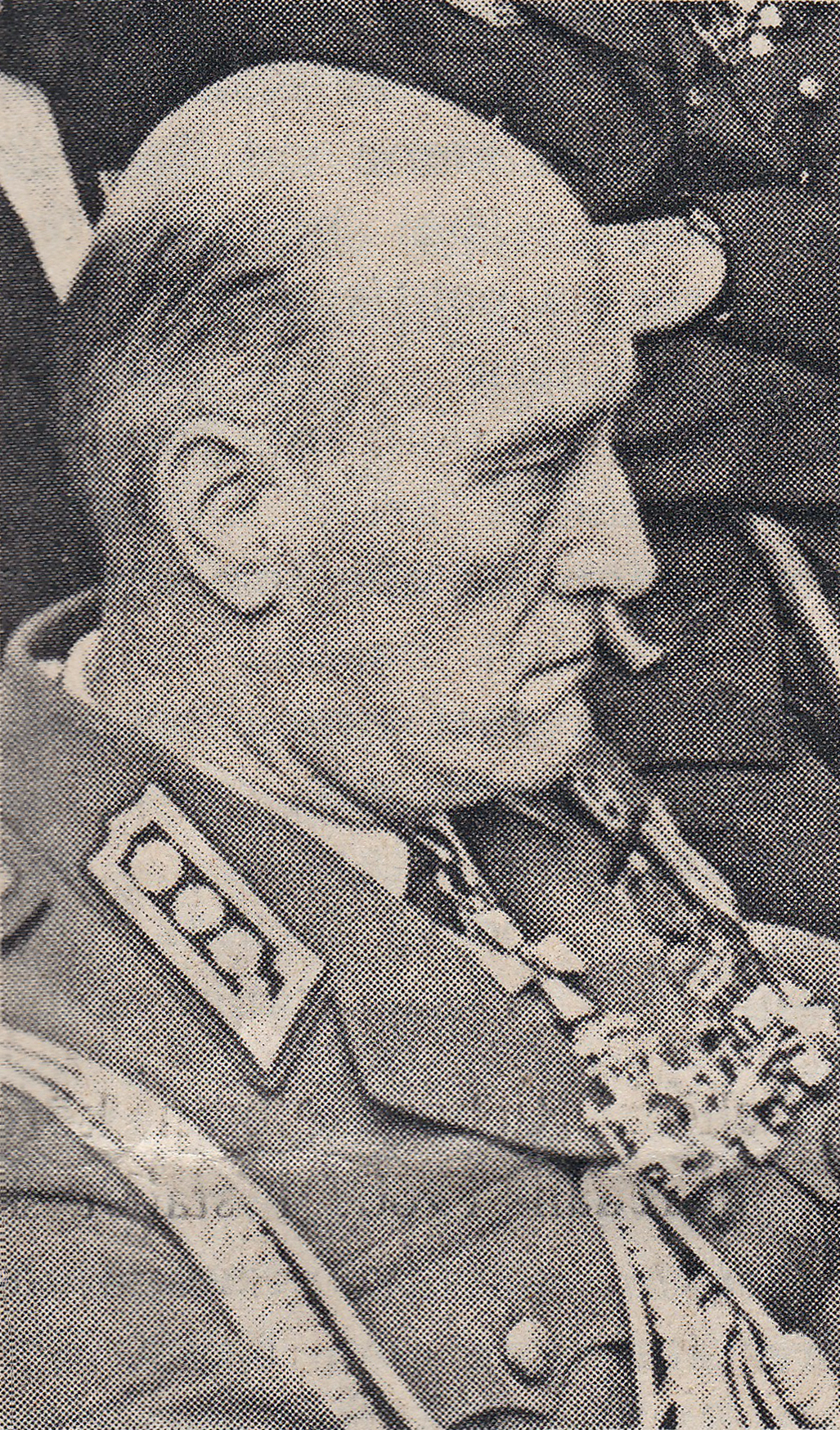
Börje Backström.

Rolf Börje Backström, född 20 juli 1908 i Helsingfors, död där 20 februari 1999, var en finländsk militär.
Backström var bataljonsadjutant under vinterkriget och under fortsättningskriget bland annat kommendör för avdelta bataljonen 18 (Er.P 18) vid Svir och i Ladogakarelen. Efter kriget var han bland annat chef för Kadettskolan 1961–1966, stabschef vid Österbottens militärlän 1966–1967 och dess kommendör 1967–1968. Han erhöll generallöjtnants grad 1993. Han utgav boken Er.P 18 och dess strider i Aunus och Ladoga-Karelen år 1944 (1985).